# Bolshecapnia milami
Bolshecapnia milami is een steenvlieg uit de familie Capniidae. De wetenschappelijke naam van de soort is voor het eerst geldig gepubliceerd in 1967 door Nebeker & Gaufin.